# Josef Kristen
Josef Kristen (ur. 28 stycznia 1960 w Kolonii) – niemiecki kolarz torowy i szosowy reprezentujący RFN, brązowy medalista torowych mistrzostw świata.

## Kariera
Największy sukces w karierze Josef Kristen osiągnął w 1980 roku, kiedy zdobył brązowy medal w wyścigu punktowym amatorów podczas mistrzostw świata w Besançon. W zawodach tych wyprzedzili go jedynie Australijczyk Gary Sutton oraz Wiktor Manakow z ZSRR. Wielokrotnie zdobywał medale torowych mistrzostw kraju oraz stawał na podium zawodów cyklu Six Days. Kristen startował również w wyścigach szosowych, wygrywając między innymi kryterium w Goppingen w 1984 roku i Hamburgu w 1986 roku. Nigdy nie startował na igrzyskach olimpijskich.